# Albius Severus

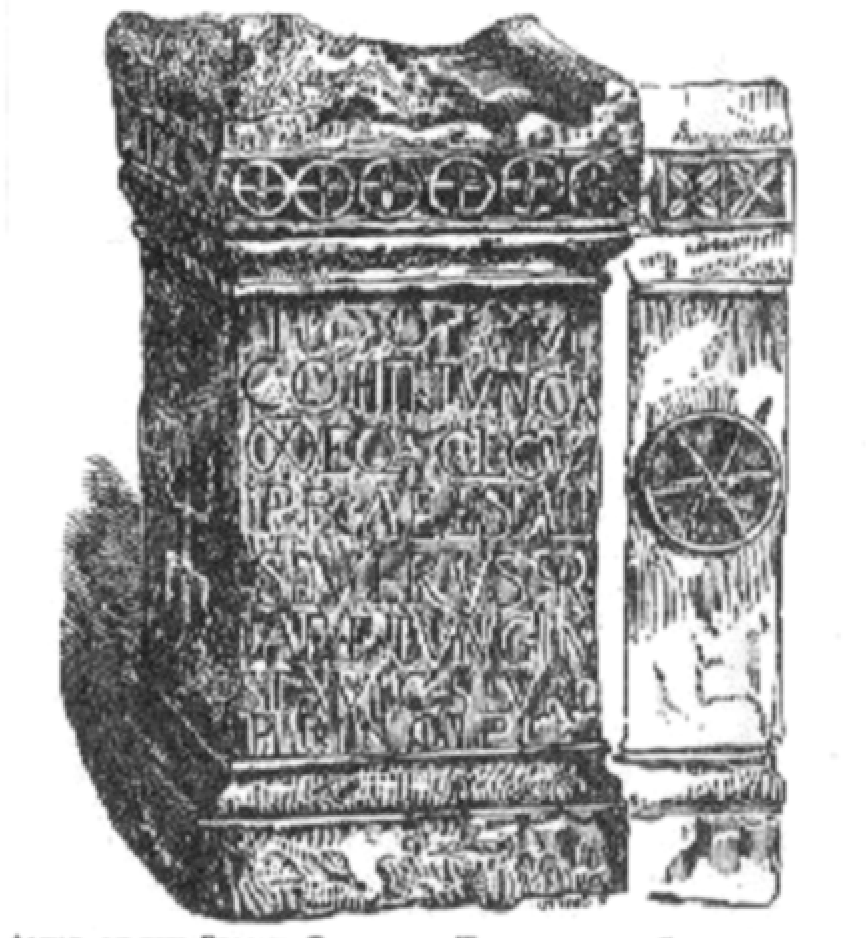
Der Altar mit der Weihinschrift

Albius Severus (sein Praenomen ist nicht bekannt) war ein im 3. Jahrhundert n. Chr. lebender Angehöriger des römischen Ritterstandes (Eques).
Durch eine Weihinschrift, die beim Kastell Camboglanna gefunden wurde und die auf 201/300 datiert wird, ist belegt, dass Severus Präfekt der Cohors II Tungrorum milliaria equitata c l war, die in der Provinz Britannia stationiert war.